# Centrale Italiana
Centrale Italiana era una centrale d'acquisto italiana, la maggiore per quota di mercato a livello italiano durante la sua attività, svoltasi fra gli anni 2000 e gli anni 2010.

## Storia
Centrale Italiana nasce nel 2005 come alleanza tra Coop Italia e Sigma, dopo lo scioglimento di Italia Distribuzione, la centrale d'acquisto tra Coop e Conad sciolta per volontà di quest'ultima.
Successivamente entreranno in Centrale Italiana altri due partner: Despar Italia e Il Gigante, arrivando ad una quota di mercato del 23,4% al 30 giugno 2011. Infine, si aggiunge Disco Verde.
A seguito di un'istruttoria dell'Antitrust pubblicata il 4 dicembre 2013, Coop, Gigante, Despar, Sigma e Disco Verde hanno deciso di chiudere Centrale Italiana.  Secondo l'Autorità, Centrale Italiana aveva una quota del 23% (25,7% secondo Iri che probabilmente non tiene conto delle quote dei Discount).
Nel settembre 2014 Coop Italia annuncia l'entrata, effettiva dal gennaio 2015, in Coopernic insieme all'ingresso del gruppo belga Dehaize, contemporaneamente all'impegno nella chiusura di ogni attività di Centrale Italiana, la centrale d'acquisto che vedeva Coop operare insieme a Despar e Sigma. Per Coop Italia si ha il passaggio da una rete nazionale di alleanze ad una internazionale.